# Małe Krzyżne Liptowskie
Małe Krzyżne Liptowskie (słow. Malé Krížné, 1919 m n.p.m.) – szczyt w bocznej grani Liptowskich Kop. Grań ta oddziela od siebie dwie doliny: dolinę Koprowicę i Dolinę Krzyżną. W kierunku od północy na południe znajdują się w niej: Krzyżne Liptowskie (szczyt zwornikowy, 2039 m), Małe Krzyżne, Krzyżna Przełęcz (Koniarčisko, 1375 m) i całkowicie zalesiona kulminacja Szczyty (Štíty, 1447 m). Do doliny Koprowicy z okolic Małego Krzyżnego opadają dwa żleby; położony bardziej na wschód to Czerwone Korycisko (Červený jarok), drugi zaś pozostaje nienazwany. Żlebami tymi w zimie zsuwają się lawiny.
Górne partie Małego Krzyżnego są w dużym stopniu trawiaste, obszar ten był dawniej wypasany. Drogi na Małe Krzyżne Liptowskie znane były od dawna pasterzom i kłusownikom, przez turystów szczyt ten odwiedzany był rzadko. Od roku 1948 cały obszar Kop Liptowskich jest niedostępnym dla turystów obszarem ochrony ścisłej.